# Condottieri (film 1937)
Condottieri è un film del 1937 diretto da Luis Trenker.
Film storico del 1937 di produzione italo-tedesca co-diretto da Giacomo Gentilomo e Anton Giulio Majano.
La versione tedesca è stata co-diretta da Werner Klingler.
Girato in bianco e nero, con l'estetizzante fotografia di Carlo Montuori, accompagnato da musiche dal sapore marziale, il film è di fatto un collage di episodi storici che hanno per protagonista il condottiero Giovanni dalle Bande Nere.

## Trama
Giovanni de' Medici ritorna dall'esilio in cui aveva seguito la madre Caterina Sforza e decide di arruolarsi nella milizia del casato Malatesta, per il quale diviene capitano di ventura.
Il suo ideale di unità e libertà dell'Italia lo induce a istituire una propria milizia nazionale cui viene dato il nome di Bande Nere. Condannato dai signori di Firenze che lo bollano come traditore e sciolgono le sue bande, Giovanni - divenuto nel frattempo Giovanni dalle Bande Nere - viene liberato da uomini a lui fedeli riuscendo a riparare in Francia.
Rientrato a Firenze al soldo del Duca d'Argentière, riesce a ricostituire le Bande Nere e a marciare su Roma, dove pure si sottometterà al Pontefice, andando poi sposo alla fanciulla amata.
La sua vita eroica è destinata a concludersi tragicamente: Malatesta e il Duca d'Argentière gli dichiarano guerra. Nello scontro decisivo il condottiero riuscirà con un gesto d'eroismo a conquistare la vittoria, sia pure a prezzo della vita.

## Produzione
Diverse sono le spettacolari sequenze d'azione, con utilizzo di masse sceniche e soldati a cavallo in quantità, particolarmente in apertura e chiusura della pellicola. Per seguire una coerenza stilistica e storica che non fosse solo formale, la produzione si avvalse della consulenza militare del tenente colonnello Enrico Pezzi, il quale per l'organizzazione delle scene belliche poté contare su unità delle Forze Armate di Stato.
Girato in pieno ventennio, il film viene annoverato nel cinema di propaganda fascista: oltre al contributo dello stato nella sua realizzazione tecnica, contiene infatti espliciti riferimenti - quasi un palese omaggio - allo squadrismo di Benito Mussolini e alla mitologia delle camicie nere della rivoluzione fascista.
Primo film frutto della collaborazione italo-tedesca, venne presentato alla 5ª Mostra internazionale d'arte cinematografica di Venezia dove si aggiudicò la Coppa della Direzione Generale riservata, riconoscimento riservato al film "a soggetto, che abbia meglio interpretato bellezze naturali e artistiche".

### Riprese
Le riprese si svolsero dal 3 agosto 1936 al febbraio 1937 e la prima italiana del film si ebbe a Roma il 30 giugno 1937; il 15 agosto seguente fu presentato alla Biennale di Venezia.
Il film ebbe diverse location: gli interni furono girati negli studi della Cines, a Roma, e in quelli della Tobis Cinema-Film A.G., a Berlino, Germania, mentre per gli esterni vennero scelte diverse ambientazioni: al castello di Torrechiara, a Torrechiara, frazione di Langhirano (provincia di Parma), e al castello di Gradara (provincia di Pesaro e Urbino), a Sassolungo, Gruppo del Sella e Marmolada (Dolomiti), Colle Santa Lucia (provincia di Belluno), Arco e Riva del Garda (lago di Garda, provincia di Trento), Verona, San Gimignano, Firenze, Venezia, Padova.

## Distribuzione

### Date
- Germania: 24 marzo 1937
- Finlandia: 5 dicembre 1937
- Cecoslovacchia: 3 giugno 1938
- USA: 4 gennaio 1940

### Titoli
- Condottieri : Italia, Austria e Grecia
- Cerná kavalerie : Cecoslovacchia
- Giovanni de Medici: The Leader : USA
- Vapauden ja isänmaan puolesta : Finlandia